# Igreja do Sagrado Coração (Wimbledon)
A Igreja do Sagrado Coração é uma igreja e paróquia católica romana em Wimbledon, sudoeste de Londres, inicialmente administrada pelos jesuítas, que serve a comunidade católica de Wimbledon e arredores. Fica na Arquidiocese de Southwark e fica ao lado da Wimbledon College e da Donhead Preparatory School. A entrada principal da igreja fica na estrada Edge Hill, mas a igreja também pode ser acessada a partir da estrada Darlaston adjacente.

## História

### Fundação
A igreja foi fundada por Edith Arendrup, um membro da rica família Courtauld que veio morar em Wimbledon em 1877. Naquela época, havia poucos católicos na área, então ela convenceu os jesuítas em Roehampton a iniciar um centro de missas em sua casa em Cottenham Park. Sete anos depois, ela encomendou a construção de uma grande igreja em uma posição de destaque nas encostas de Edge Hill. O prédio listado como Grade II * foi projetado por Frederick Walters, um jovem arquiteto, que o projetou no final do estilo gótico decorado.

### Construção
A nave da igreja recém-construída foi inaugurada em 17 de junho, festa do Sagrado Coração, em 1887. A construção continuou por quatorze anos enquanto o restante do edifício estava concluído: primeiro o santuário e o corredor sul em 1895, depois as capelas traseiras em 1896, o corredor norte e a sacristia em 1898 e, finalmente, a frente oeste em 1901. O plano original pedia uma torre grande na frente oeste, mas o dinheiro acabou e foi substituído por torres gêmeas e uma janela enorme e traceada. Um monumento na parede sul da igreja dedicado a Edith Arendrup está inscrito com as palavras: “Foi através de sua visão cristã que surgiu a paróquia do Sagrado Coração; foi através de sua generosidade que a igreja foi construída. ” 
Desde 1898, a igreja teve uma nova benfeitora, Caroline Currie, de Coombe Hill. Ela era a viúva rica do banqueiro Bertram Wodehouse Currie e pagou pelo corredor norte, junto com uma capela dedicada ao fundador dos jesuítas, Santo Inácio e ao batistério. A capela de Santo Inácio contém um medalhão da Sra. Currie que morreu em 1902.
Em 1905, outra igreja foi construída dentro da paróquia pelos jesuítas, a Igreja de St Winefride. Foi construído para acomodar a congregação em South Wimbledon. Em 1913, novamente a paróquia precisava se expandir e um centro de missas foi instalado no parque de Wimbledon. Em 1926, uma igreja foi construída na área pelos jesuítas que se tornaram a Igreja Cristo Rei e foi concluída em 1928.

### Século XX
Em 1990, a igreja foi reordenada. Um novo altar-mor foi instalado, projetado por David John, que também era responsável pelo relicário de bronze embaixo, contendo relíquias de mártires romanos e ingleses, incluindo os santos Thomas More e  Edmund Campion. O piso frio foi projetado por Austin Winkley. O altar foi dedicado pelo bispo Tripp, bispo auxiliar da arquidiocese de Southwark, em uma cerimônia especial na festa do Sagrado Coração, em 22 de junho de 1990.

### Século XXI
Em 2007 e 2008 as salas da igreja foram reformadas, o acesso foi melhorado e uma nova sala para jovens foi adicionada. Em 17 de novembro de 2012, foi anunciado que os jesuítas não estariam mais envolvidos na administração direta da igreja depois de servir a paróquia por mais de 130 anos. Em 10 de janeiro de 2014, foi entregue à arquidiocese de Southwark, que continua a administrar a paróquia.

## Freguesia
A igreja fica ao lado do Wimbledon College e da Donhead School para meninos (ambas as escolas são servidas pelos jesuítas) e da Ursuline High School e da Ursuline Preparatory School para meninas (servidas pelas Ursulinas ), que desfrutam de um relacionamento próximo com os freguesia.
A paróquia abriga muitos grupos dentro de seu centro paroquial. Possui uma associação local da Comunidade da Vida Cristã, que ministra as necessidades espirituais da paróquia, despertando interesse na espiritualidade inaciana. Além disso, possui um grupo de justiça social que promove produtos de comércio justo e aumenta a conscientização sobre questões sociais.
Também localizado no mesmo caminho da igreja, está o escritório das Missões Jesuítas, uma organização ultramarina da Sociedade de Jesus na Grã-Bretanha. O papel do escritório é organizar iniciativas de captação de recursos, gerenciar links de suprimentos, fornecer apoio logístico, conscientizar a situação das pessoas nos países em desenvolvimento e levar o trabalho dos jesuítas e de seus colegas à atenção das pessoas no Reino Unido e fornecer missionários estrangeiros com notícias regulares da Grã-Bretanha.

## Galeria

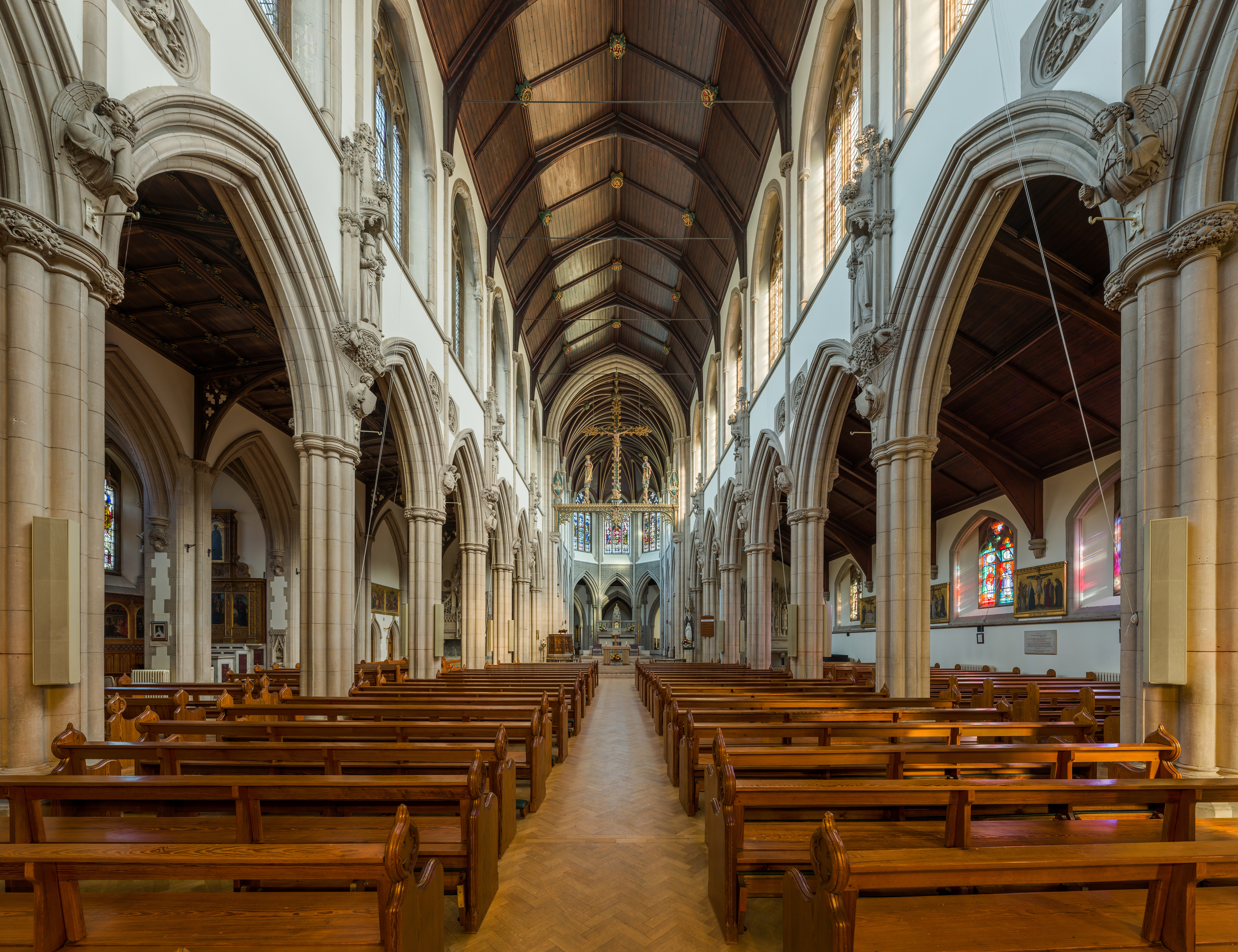
A nave olhando para nordeste
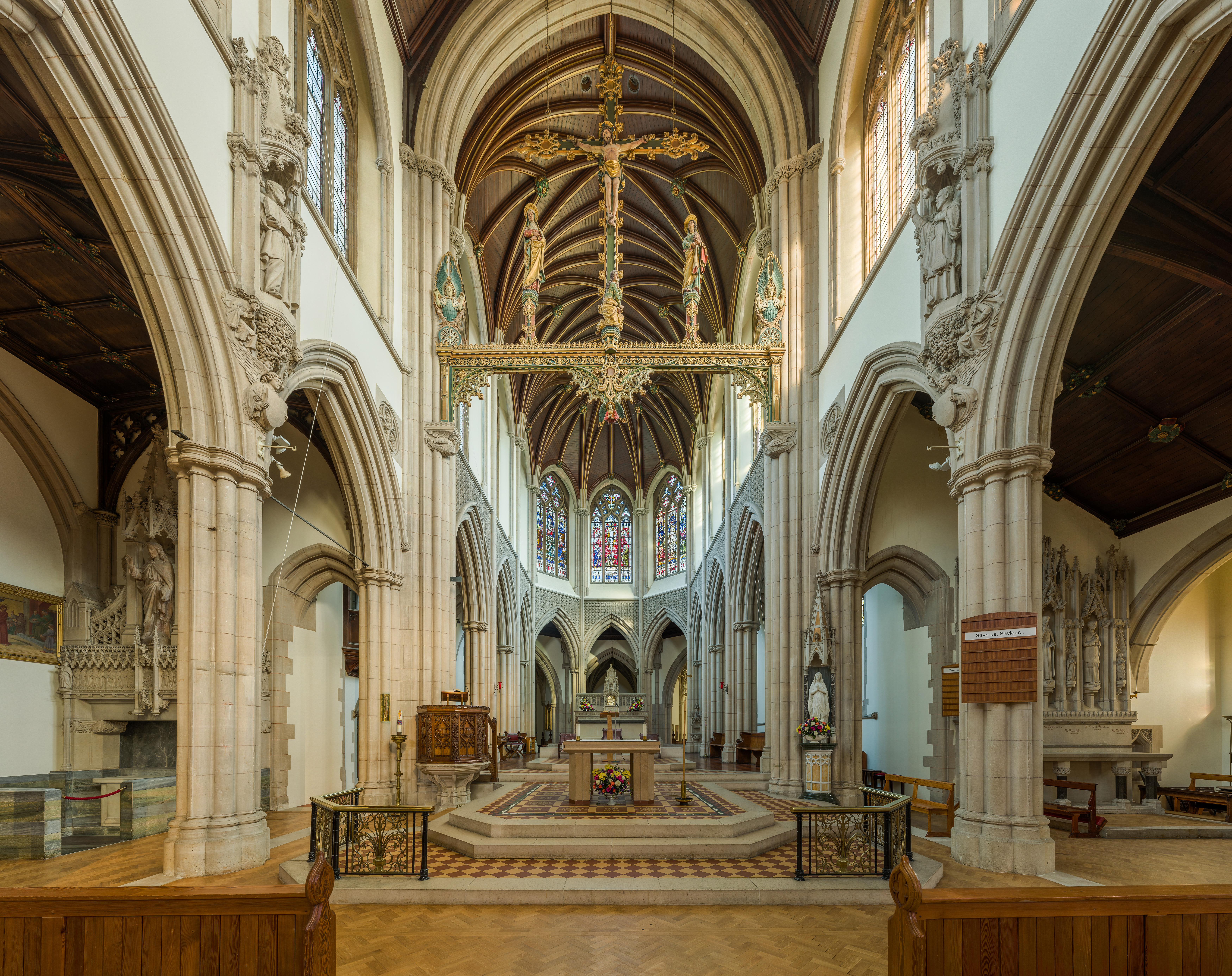
O Santuário
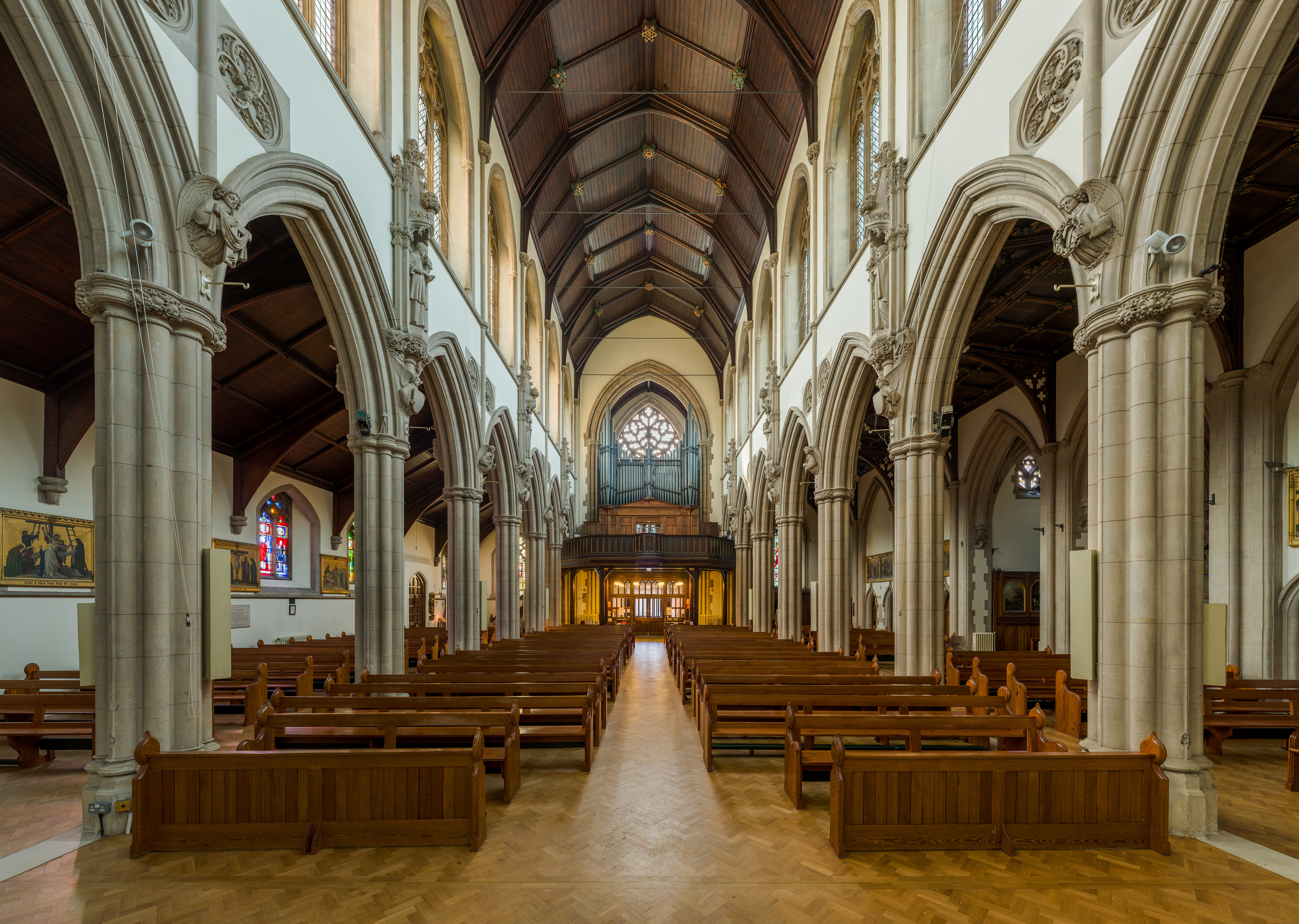
A nave olhando para sudoeste
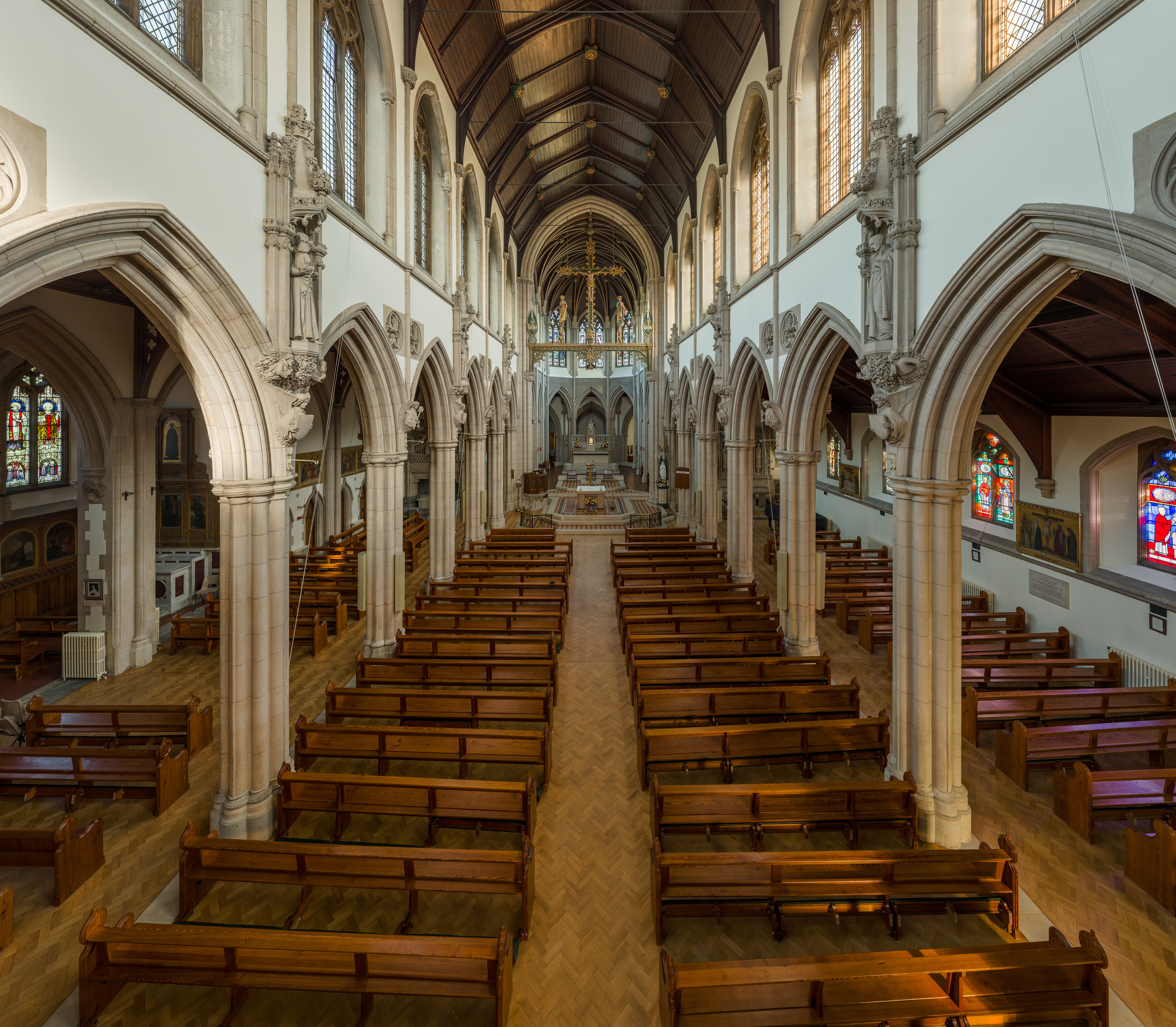
A nave da galeria de órgãos
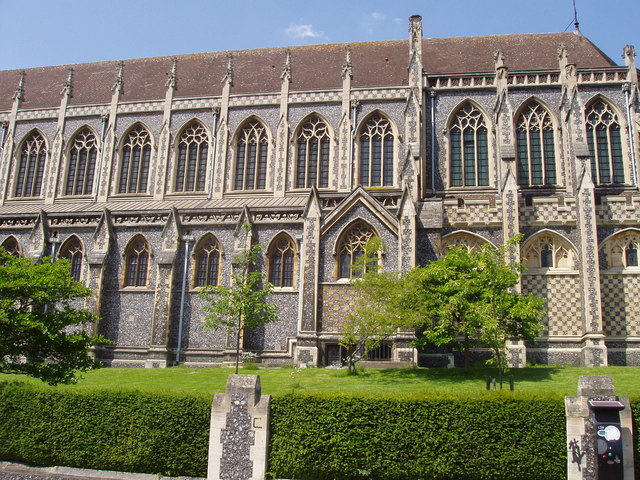
Vista da estrada de Darlaston
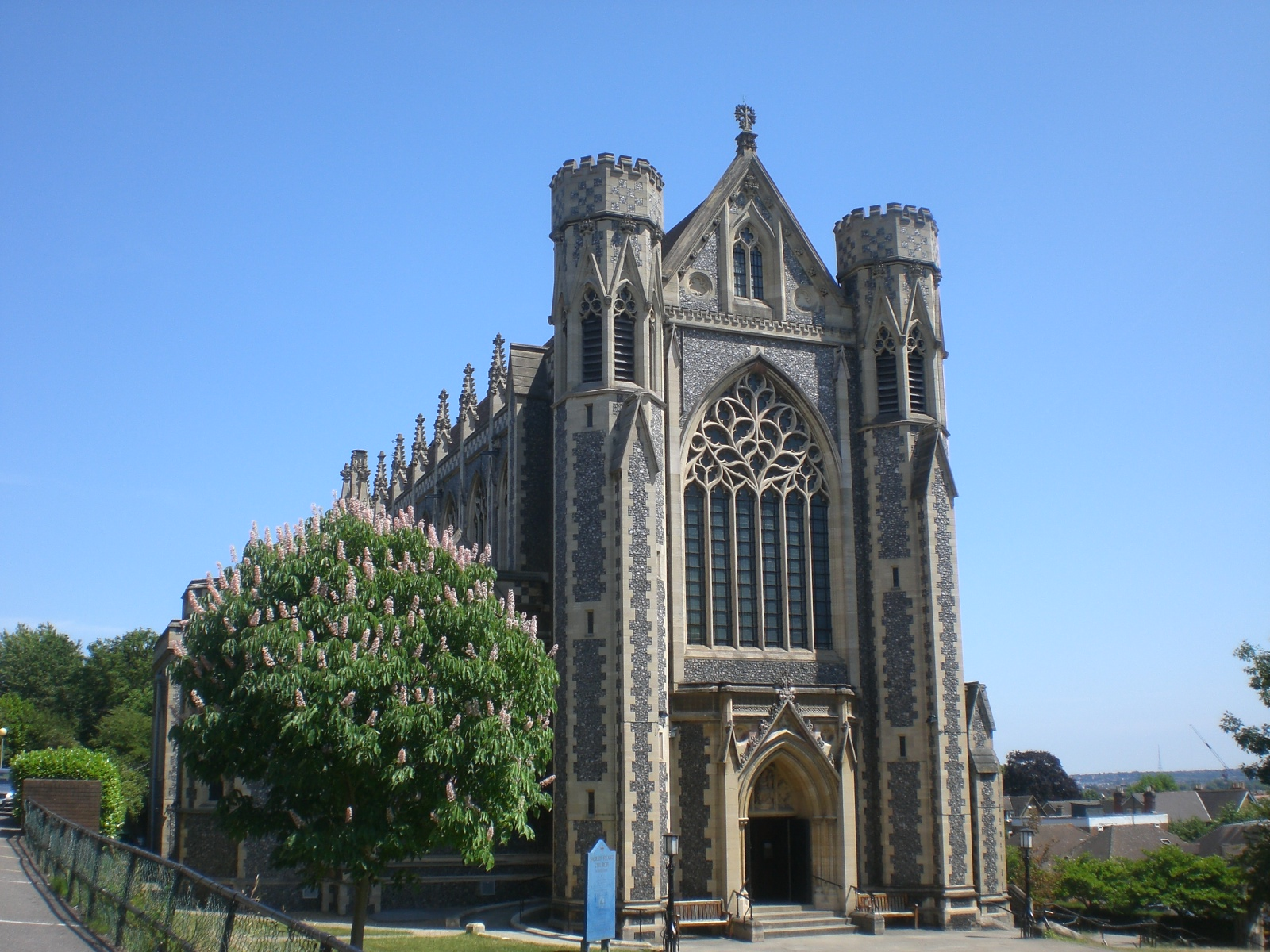
Vista de Edge Hill